# Ligue des champions de l'OFC 2017
Navigation
Édition précédente Édition suivante
La Ligue des champions de l'OFC 2017 est la 16e édition de la Ligue des champions de l'OFC (la 11e sous cette appellation - anciennement Coupe des Champions d'Océanie). Elle met aux prises les champions des différentes nations affiliées à la Confédération du football d'Océanie (OFC).
La compétition voit son format modifié par rapport à l’édition précédente, la phase de poule passant de 12 à 16 équipes:
- Un tour préliminaire, organisé en janvier 2017, oppose les clubs champions de quatre nations océaniennes : les Tonga, les Samoa américaines, les îles Cook et les Samoa. Les deux meilleures équipes se qualifient pour la phase de poules.
- La phase de poules réunit les 14 équipes exemptes et les vainqueurs du tour préliminaire. Les sept nations ne participant pas au tour préliminaire (les Fidji, la Nouvelle-Calédonie, la Nouvelle-Zélande, les Salomon, la Papouasie-Nouvelle-Guinée, Tahiti et le Vanuatu) ont droit à deux places en phase de poules. Les 16 formations sont réparties en 4 groupes de 4, chacun de ces groupes se déroulant en un lieu unique.
- La phase finale est également modifiée: les demi-finales opposent les quatre premiers de chaque groupe de la phase de poules, après un tirage au sort. Les demi-finales et la finale se jouent de nouveau en matchs aller et retour, et non plus sur un seul match. Le vainqueur est qualifié pour la Coupe du monde des clubs de la FIFA 2017.

## Participants
Dix-huit équipes sont théoriquement qualifiées pour cette édition 2017.
| Pays                                              | Club                 | Qualification                                        |
| Phase de groupes                                  | Phase de groupes     | Phase de groupes                                     |
| ------------------------------------------------- | -------------------- | ---------------------------------------------------- |
| Fidji                                             | Ba FC                | Champion des Fidji 2016                              |
| Fidji                                             | Rewa FC              | Vice-champion des Fidji 2016                         |
| Nouvelle-Calédonie                                | AS Magenta Nickel    | Champion de Nouvelle-Calédonie 2015                  |
| Nouvelle-Calédonie                                | Hienghène Sports     | Vice-champion de Nouvelle-Calédonie 2015             |
| Nouvelle-Zélande                                  | Team Wellington      | Champion de Nouvelle-Zélande 2015-2016               |
| Nouvelle-Zélande                                  | Auckland City        | Vice-champion de Nouvelle-Zélande 2015-2016          |
| Papouasie-Nouvelle-Guinée                         | Lae City Dwellers    | Vice-champion de Papouasie-Nouvelle-Guinée 2015-2016 |
| Papouasie-Nouvelle-Guinée                         | Madang Football Club | 3e de Papouasie-Nouvelle-Guinée 2015-2016            |
| Îles Salomon                                      | Marist Football Club | Champion des Salomon 2016                            |
| Îles Salomon                                      | Western United       | Vice-champion des Salomon 2016                       |
| Polynésie française                               | AS Tefana            | Champion de Polynésie française 2015-2016            |
| Polynésie française                               | AS Central Sport     | Vice-champion de Polynésie française 2015-2016       |
| Vanuatu                                           | Erakor Golden Star   | Vainqueur de la Port-Vila Football League 2016       |
| Vanuatu                                           | Malampa Revivors FC  | Finaliste de la National Soccer League 2015          |
| Tour préliminaire (Associations en développement) |                      |                                                      |
| Samoa américaines                                 | Utulei Youth         | Champion des Samoa américaines 2015                  |
| Îles Cook                                         | Puaikura FC          | Champion des îles Cook 2016                          |
| Samoa                                             | Lupe o le Soaga      | Champion des Samoa 2014-2015                         |
| Tonga                                             | Veitongo FC          | Champion des Tonga 2016                              |

## Compétition
Les tirages au sort du tour préliminaire et des groupes ont eu lieu le 23 août 2016 au siège de l'O.F.C.

### Tour préliminaire
| Rang | Équipe          | Pts | J | G | N | P | Bp | Bc | Diff |  | Résultats (▼ dom., ► ext.) |  |     |     |     |
| ---- | --------------- | --- | - | - | - | - | -- | -- | ---- |  | -------------------------- |  | --- | --- | --- |
| 1    | Puaikura FC     | 9   | 3 | 3 | 0 | 0 | 9  | 2  | +7   |  | Puaikura FC                |  | 2-1 | 4-0 | 3-1 |
| 2    | Lupe o le Soaga | 4   | 3 | 1 | 1 | 1 | 6  | 6  | 0    |  | Lupe o le Soaga            |  |     | 1-1 | 4-3 |
| 3    | Veitongo FC     | 4   | 3 | 1 | 1 | 1 | 4  | 6  | -2   |  | Veitongo FC                |  |     |     | 3-1 |
| 4    | Utulei Youth    | 0   | 3 | 0 | 0 | 3 | 5  | 10 | -5   |  | Utulei Youth               |  |     |     |     |

### Phase de groupes

#### Groupe A
| Rang | Équipe               | Pts | J | G | N | P | Bp | Bc | Diff |  | Résultats (▼ dom., ► ext.) |  |     |     |     |
| ---- | -------------------- | --- | - | - | - | - | -- | -- | ---- |  | -------------------------- |  | --- | --- | --- |
| 1    | AS Magenta           | 9   | 3 | 3 | 0 | 0 | 11 | 3  | +8   |  | AS Magenta                 |  | 4-2 | 5-0 | 2-1 |
| 2    | AS Central Sports    | 6   | 3 | 2 | 0 | 1 | 12 | 7  | +5   |  | AS Central Sports          |  |     | 7-3 | 3-0 |
| 3    | Madang Football Club | 3   | 3 | 1 | 0 | 2 | 7  | 15 | -8   |  | Madang Football Club       |  |     |     | 4-3 |
| 4    | Lupe o le Soaga      | 0   | 3 | 0 | 0 | 3 | 4  | 9  | -5   |  | Lupe o le Soaga            |  |     |     |     |

#### Groupe B
| Rang | Équipe           | Pts | J | G | N | P | Bp | Bc | Diff |  | Résultats (▼ dom., ► ext.) |  |     |     |     |
| ---- | ---------------- | --- | - | - | - | - | -- | -- | ---- |  | -------------------------- |  | --- | --- | --- |
| 1    | Team Wellington  | 9   | 3 | 3 | 0 | 0 | 15 | 2  | +13  |  | Team Wellington            |  | 3-1 | 8-0 | 4-1 |
| 2    | Hienghène Sports | 4   | 3 | 1 | 1 | 1 | 5  | 5  | 0    |  | Hienghène Sports           |  |     | 1-1 | 3-1 |
| 3    | Ba FC            | 4   | 3 | 1 | 1 | 1 | 2  | 9  | -7   |  | Ba FC                      |  |     |     | 1-0 |
| 4    | Puaikura FC      | 0   | 3 | 0 | 0 | 3 | 2  | 8  | -6   |  | Puaikura FC                |  |     |     |     |

#### Groupe C
| Rang | Équipe                | Pts | J | G | N | P | Bp | Bc | Diff |  | Résultats (▼ dom., ► ext.) |  |     |     |      |
| ---- | --------------------- | --- | - | - | - | - | -- | -- | ---- |  | -------------------------- |  | --- | --- | ---- |
| 1    | Auckland City         | 9   | 3 | 3 | 0 | 0 | 15 | 1  | +14  |  | Auckland City              |  | 2-1 | 2-0 | 11-0 |
| 2    | Western United        | 6   | 3 | 2 | 0 | 1 | 8  | 6  | +2   |  | Western United             |  |     | 5-3 | 2-1  |
| 3    | Lae City Dwellers     | 3   | 3 | 1 | 0 | 2 | 8  | 9  | -1   |  | Lae City Dwellers          |  |     |     | 5-2  |
| 4    | Malampa Revivors F.C. | 0   | 3 | 0 | 0 | 3 | 3  | 18 | -15  |  | Malampa Revivors F.C.      |  |     |     |      |

#### Groupe D
| Rang | Équipe               | Pts | J | G | N | P | Bp | Bc | Diff |  | Résultats (▼ dom., ► ext.) |  |     |     |     |
| ---- | -------------------- | --- | - | - | - | - | -- | -- | ---- |  | -------------------------- |  | --- | --- | --- |
| 1    | AS Tefana            | 7   | 3 | 2 | 1 | 0 | 8  | 4  | +4   |  | AS Tefana                  |  | 2-2 | 4-2 | 2-0 |
| 2    | Marist Football Club | 4   | 3 | 1 | 1 | 1 | 7  | 6  | +1   |  | Marist Football Club       |  |     | 1-2 | 4-2 |
| 3    | Erakor Golden Star   | 3   | 3 | 1 | 0 | 2 | 5  | 7  | -2   |  | Erakor Golden Star         |  |     |     | 1-2 |
| 4    | Rewa FC              | 3   | 3 | 1 | 0 | 2 | 4  | 7  | -3   |  | Rewa FC                    |  |     |     |     |

### Phase finale

#### Demi-finales
Les demi-finales ont lieu les 8 et 16 avril 2017.
| Équipe 1   | Résultat | Équipe 2        | Aller | Retour |
| ---------- | -------- | --------------- | ----- | ------ |
| AS Tefana  | 0 - 4    | Auckland City   | 0 - 2 | 0 - 2  |
| AS Magenta | 3 - 9    | Team Wellington | 2 - 2 | 1 - 7  |

#### Finale
La finale a lieu les 30 avril et le 7 mai 2017.
| Équipe 1      | Résultat | Équipe 2        | Aller | Retour |
| ------------- | -------- | --------------- | ----- | ------ |
| Auckland City | 5 - 0    | Team Wellington | 3 - 0 | 2 - 0  |